# Долгопериодические переменные

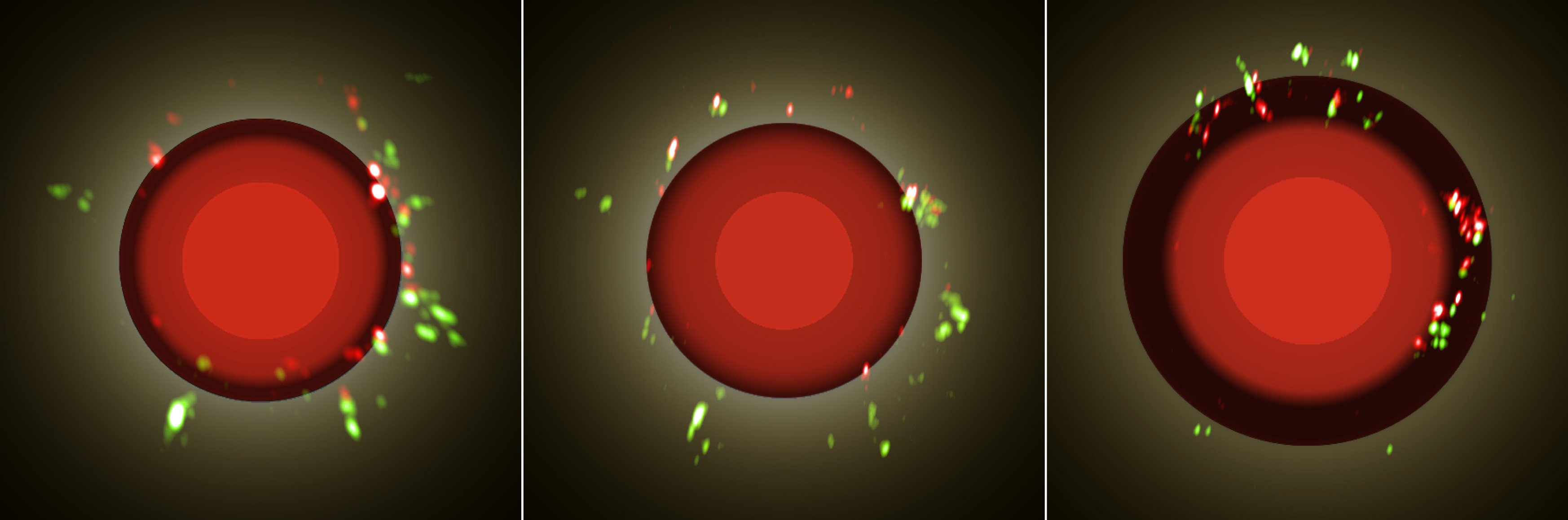
Пульсации S Ориона, показывающие создание пыли и мазерного излучения (ESO)

Долгопериодические переменные (ДПП) англ. Long-period variable star — различные группы холодных пульсирующих переменных звёзд. В англоязычной литературе часто сокращается до LPV.

## Типы переменностей
Общий каталог переменных звёзд не определяет долгопериодические переменные, как отдельный тип переменных хотя он описывает мириды как переменные с большим периодом. Термин был впервые использован в XIX веке, до более точных классификаций переменных звёзд, для обозначения группы звёзд, которая, как тогда было известно, испытывала колебания блеска с периодами в несколько сотен суток. Большое число ДПП было обнаружено в середине XIX века при систематическом обзоре неба (Боннское обозрение), многие из этих звёзд носят обозначения, присвоенные ещё Аргеландером. К середине XX века, долгопериодические переменные, как было известно, были холодными гигантскими звёздами. В дальнейшем исследовалась связь мирид, полуправильных переменных и других пульсирующих звёзд. Сейчас термин «долгопериодические переменные» обычно применяется к самым холодным пульсирующим звёздам, почти все они мириды. Полуправильные переменные считались промежуточными между ДПП и цефеидами. Большое количество известных ДПП объясняется отчасти их высокой светимостью, до 1000 {\displaystyle L_{\bigodot }} у звёзд-гигантов и до 10 000-100 000 {\displaystyle L_{\bigodot }} у сверхгигантов (благодаря чему они могут наблюдаться на больших расстояниях, в том числе в других галактиках), отчасти большой амплитудой переменности блеска в видимой области спектра, достигающей нескольких звёздных величин. На самом деле ДПП составляют довольно небольшой процент в общем звёздном населении Галактики, так как стадия, в течение которой звезда проявляет себя как ДПП, очень кратковременна и занимает в эволюции звезды всего несколько сот тысяч лет.
После публикации Общего каталога переменных звёзд как мириды, так и полуправильные переменные (особенно типа SRa), часто рассматривались как долгопериодические переменные. В самом широком смысле ДПП включают в себя мириды, полуправильные переменные, медленные неправильные переменные и красные гиганты OGLE с малой амплитудой (англ. OGLE small amplitude red giants (OSARG)), включая как гигантские, так и сверхгигантские звёзды. OSARG, как правило, не рассматриваются как ДПП, и многие авторы продолжают использовать термин более строго, чтобы ссылаться только на мириды и полуправильные переменные или только на мириды. Раздел на сайте AAVSO под названием «LPV» охватывает «Мириды, полуправильные переменные, переменные типа RV Тельца и все ваши любимые красные гиганты».
Раздел на сайте AAVSO под названием «LPV» также охватывает звёзды другого типа: большие холодные медленно меняющиеся звёзды. Он включает в себя звёзды типа SRc и Lc, которые являются соответственно полуправильными, и неправильными холодными сверхгигантами. Недавние исследования всё больше фокусировались на таких ДПП как звёзды лежащие на асимптотической ветви гигантов и, возможно, на красных гигантах. Недавно классифицированные OSARG, безусловно, являются самыми многочисленными из этих звёзд, включающими большую долю красных гигантов.

## Свойства

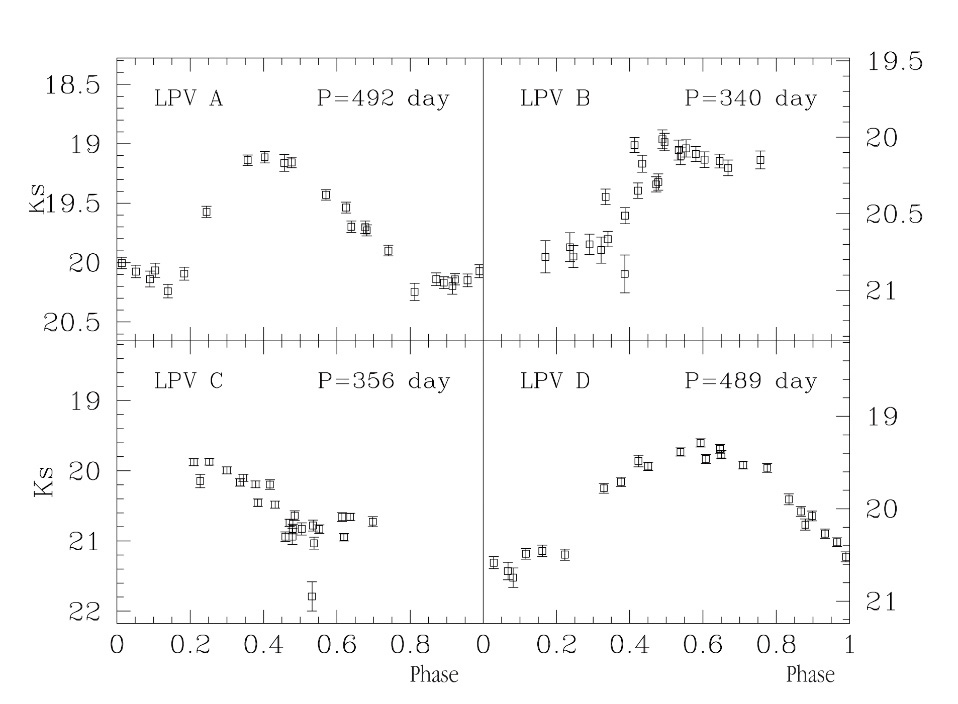
Кривые блеска четырёх мирид в галактике Центавр А

Долгопериодические переменные — это пульсирующие холодные гигантские или сверхгигантские переменные звёзды с периодами от около ста дней или всего лишь несколько дней для OSARG до более тысячи дней. В некоторых случаях вариации слишком плохо определены, чтобы идентифицировать период, хотя остаётся открытым вопрос, действительно ли они непериодичны.
ДПП имеют спектральный класс F и в основном красные по цвету, остальные относятся к спектральным классом M, S или C с массами от одной до нескольких солнечных, вступающие в заключительную стадию своей эволюции. Многие из самых красных звёзд на небе, такие как Y Гончих Псов, V Орла и VX Стрельца, являются ДПП. Большинство ДПП, включая все мириды, являются термически-пульсирующими, лежащими на асимптотической ветви гигантов звёздами с яркостью в несколько тысяч раз больше Солнца. Некоторые полуправильные и неправильные переменные являются менее светящимися гигантскими звёздами, в то время как другие являются более светящимися супергигантами, включая некоторые из самых больших известных звёзд, таких как VY Большого Пса.
На самом деле ДПП составляют довольно небольшой процент в общем звёздном населении Галактики, так как стадия, в течение которой звезда проявляет себя как ДПП, очень кратковременна и занимает в эволюции звезды всего несколько сот тысяч лет. Но эта стадия очень важна. Её проходят все звёзды с массами от немного меньшей, чем масса Солнца, до нескольких масс Солнца. В течение стадии ДПП звезда под воздействием пульсаций интенсивно теряет вещество. Потеря массы приводит к образованию мощной газопылевой околозвёздной оболочки. В дальнейшем оболочка звезды расширяется, обнажая ядро звезды, которое, в свою очередь, становится наблюдаемым как белый карлик. Впервые эта идея была высказана И. С. Шкловским. Оболочка, ионизуясь, начинает флуоресцировать и образует планетарную туманность. Таким образом, стадия ДПП — заключительный этап в эволюции звёзд с массами от одной до нескольких солнечных. В последние годы интерес к ДПП резко возрос: одной стороны, это обусловлено развитием техники радио- и ИК-наблюдений, позволяющих непосредственно исследовать околозвёздные оболочки и околозвёздную пыль. С другой стороны, общепризнанной стала важная роль ДПП в эволюции звёзд с массой 1-8 {\displaystyle M_{\bigodot }}.

## Длинные вторичные периоды
От четверти до половины ДПП показывают очень медленные изменения амплитуды яркостью до одной величины на видимых длинах волн и периодом, примерно в десять раз превышающим период первичной пульсации. Они называются длинными вторичными периодами. Причины длинных вторичных периодов неизвестны. Взаимодействия в двойной системе, образование пыли, вращение или нерадиальные пульсации были предложены в качестве причин, но у всех есть проблемы с объяснением наблюдаемых фактов.

## Режимы пульсации
Мириды — это, в большинстве случае, звёзды пульсирующие в основной моде, в то время как полуправильные и неправильные переменные, лежащие на асимптотической ветви гигантов звёзды пульсируют в первом, втором или третьем обертоне. Многие из менее регулярных ДПП пульсируют в более чем одном обертоне. Долгие вторичные периоды не могут быть вызваны радиальными пульсациями основной моды или их гармониками, но «странные пульсации» моды являются одним из возможных объяснений.